# Johann Georg Vogt
Johann Georg Vogt, řeholním jménem Mauritius (Mořic, Moritz) (30. června 1669 Königshofen im Grabfeld – 17. srpna 1730 Mariánská Týnice) byl cisterciák v plaském klášteře, vyvíjel široce zaměřenou činnost, byl zeměměřič a kartograf, věnoval se jak teoreticky, tak prakticky hudbě, dále historii, přírodním vědám a poesii.

## Životopis
Narodil se 30. června 1669 v Königshofenu v Dolních Francích v Bavorsku. Do Čech přišel v dětských letech se svým otcem, který působil na statcích cisterciáckého kláštera v Plasích jako zeměměřič. Vogtův otec byl pozván do Plas k pracím souvisejícím s rozsáhlými stavebními úpravami, které započaly z podnětů vzdělaných a aktivních opatů Andr. Troiera (1681–1699) a Eugena Tyttla (1699–1738).
V Plasích Vogt získal první školní vzdělání, osvojil si základy latiny a hudby a od svého otce se nechal vycvičit v zeměměřických vědomostech. Dále Vogt vystudoval v Praze filosofii a po ukončení studií v roce 1692 vstoupil do cisterciáckého řádu a přijal řeholní jméno Moritz (Mauritius). Roku 1693 složil řeholní sliby a po ukončení teologických studií přijal roku 1698 kněžské svěcení.
Střídavě pobýval v klášteře nebo cestoval (působil např. v klášteře Stams v Alpách, podnikl významnou cestu do Říma či přebýval ve společnosti vzdělaných šlechticů jako kaplan, hudebník a společník). Po nějaký čas žil také na českých statcích a v residenci v Ostrově nad Ohří u mecenáše a výrazné osobnosti politiky a kultury markraběte bádenského Ludwiga Wilhelma, který ho pověřil historickými a zeměměřickými pracemi. V letech 1703–1705 byl domácím kaplanem u hraběnky z Althanu.
Významnou kapitolou jeho působení v Plasích a okolí je jeho činnost ve funkci kapelníka v Manětíně, kam ho v roce 1715 povolala Marie Gabriela Lažanská roz. Černínová, aby tam zvelebil chrámovou hudbu. Podle zjištění J. Sehnala se jeho jméno poprvé objevuje v manětínských účtech roku 1711 v souvislosti s opravou varhan. Staral se zjevně jak o hudbu na zámku, tak o hudbu chrámovou, a to nejen jako praktický hudebník a kapelník, ale též jako autor. Tak jej charakterizuje tehdejší farář Václav Alexius Pleschner v pamětní knize manětínského literátského kůru, když líčí, jak hraběnka „vznešeného varhaníka a componistu neb skladatele figurálních písní a zpěvů, z kláštera cistercienského řeholníka jménem Mauritia Vogt, do Manětína povolala, který zde mnohé pěkné mše svaté a jiné přes celý rok potřebné církevní písně složil a mládež k tomu přivedl, že prospěch jejich kterémukoliv krajskému městu se přirovnati může.“
Význam Vogta jako hudebníka je patrná při posuzování a schvalování jeho hudebně teoretického díla Conclave na rozkaz opata Tyttla, když spolubratr, profesor filosofie a theologie P. Eustachius Axlar nešetří chválou na dílo i autora a připojuje důležité svědectví o proslulosti Vogtově a jeho cestách: „Přidám nyní panegyrik, a to náležitý: věru je třeba ocenit autorovu zkušenost a jistě zvládnuté učení, což dokazuje nejen jeho cvičení od mládí i praxe a všude rozšířená a vychvalovaná hudební díla, nejen vynikající znalost, patrná v tomto díle samém a zrozená snad ze všech slavnějších napsaných svazků, jenž byly doposud vydány v tomto oboru, a nejen často provozovaná, poslouchaná a zkoumaná významná duchovní díla předvedená v Německu i mimo ně a také před svatým otcem, ale též osobní rozhovory v této věci s nejslavnějšími a nejvýznamnějšími osobnostmi hudebního umění naší doby, Battistou Bassanim, Ottaviem Pittonim, Polleronem, Claudiem atd., přátelství s nimi a jejich ocenění, takže (pominu-li v tichosti Benátky a jiná slavná místa Itálie) dokonce v samotném Městě byl požádán hrát na varhany při slavnostních nešporách v kostele sv. Apollinaria před celým papežským Collegiem Germanikem a sklidil úspěch. Já sám jsem toho očitým svědkem a o to ochotněji mé vyžádané svědectví vyslovuji (odvážit se ho odkládat bylo by bezprávím) a považuji toto dílo za hodné publikace.“
V roce 1724 byl Vogt poslán svým řádem do Mariánské Týnice, kde jako superior žil a pracoval až do své smrti 17. srpna roku 1730. Pohřben byl podle Dr. Honla v Plasích v klášterním chrámu před oltářem P. Marie.

## Dílo
Do literatury vstoupil Vogt spisem, ve kterém se snažil stručně shrnout nejdůležitější zprávy o dějinách Českého království a o soudobém stavu v Čechách. Spis byl vydán tiskem roku 1712 pod titulem „Das jetzt lebende Königreich Böhmen in seiner historisch- und geographischen Beschreibung vorgestellt“ nákladem Joh. Ziegera ve Frankfurtu nad Mohanem (Frankfurt a. M.) a v Lipsku (Leipzig). Po obsahové stránce dílo nevybočuje z průměru pro díla vydávaná v té době, ale velmi příznivě je dílo hodnoceno pro svou velmi úhlednou typografickou úpravu a velmi bohatou výzdobu ilustrační. Kniha obsahuje 45 rytin prospektů a půdorysů českých měst, hradů, klášterů apod. Velký význam pro tuto knihu zabezpečuje mimořádně kvalitní velká mapa Čech, která jako příloha byla do knihy vsunuta.
Láska k hudbě a hluboké znalosti a zkušenosti v hudební oblasti vedly Vogta k napsání obsáhlého teoretického hudebního díla, vytištěného pod názvem Conclave thesauri magnae artis musicae – Komnata pokladu velikého umění hudebního, byl vydán tiskem u Jiřího Labauna ml. v Praze v roce 1719. Dalším hudebním dílem, který Vogt sepsal k datu 1719, ale pravděpodobně nebylo tiskem vydáno, je sbírka neliturgických polyfonních skladeb pro sólový zpěv s doprovodem klávesového nástroje pod názvem Vertumnus vanitatis musicae in 31 fugis delusus na barokní texty pojednávající o marnosti pozemského života. Obě hudební díla věnoval své mecenášce, velké hudební znalkyni Marii Gabriele hraběnce Lažanské, roz. hrab. Černínové z Chudenic, paní na Manětíně, která ve své době velmi podporovala kulturu a hudbu.
Další dvě Vogtova díla vznikla za jeho pobytu v Mariánském Týnci, kde sloužil v tamním cisterciáckém poutním chrámu, jsou to Tilia Plassensis in horto nostro, sive Chronicum Plassense privatum (1723) a Bohemia et Moravia subterranea (1729). První z rukopisů se nachází v knihovně oseckého kláštera a pojednává podrobně o historii Plaského kláštera a jeho okolí, též o událostech, způsobu života a společenských poměrech Plaského teritoria až do autorovy současnosti. K rukopisu je přiložena Vogtem zhotovená mapa plaského klášterství Chorographia totius dominii Plassensis, kreslená v měřítku cca 1 : 205 000 a obsahující vedle hlavní mapy ještě čtyři mapky vedlejší. Druhé dílo Bohemia et Moravia subterranea je zachováno ve dvou rukopisech uložených v Národním muzeu v Praze, první (sign. VII. D. 4) je nedatovaným konceptem, který neobsahuje mnoho map, druhý (sign. VI.D.10) je datovaný k roku 1729 je čistopisem doplněný mnoha mapami a vyobrazeními. Toto dílo představuje nerostné bohatství Čech a je doplněné o velmi zajímavé mapy zobrazující např. Mappa orbis terrarum, figura Solis a figura Lunae – Mapu světa, tvar Slunce a tvar Měsíce, Facies Conjecturalis Veteris Hercyniae nunc Bohemiae obsah této mapy je shodný s mapou, zařazenou v rukopise konceptu pod titulem Geographia Bohemiae coniecturalis ante, vel paulo post diluvium. Na obou je zakresleno velké jezero, které podle Vogta v geologických dobách zaujímalo značnou část severních a středních Čech. Mappa coniecturalis exhibens canalum subterraneum e mari Baltico per subterranea Bohemiae in mare Adriaticum, nec non divergium eiusdem sub Bohemia per subterranea montium Carpathiorum in Pontum Euxinum mapa ukazuje hypotetickou síť podzemních kanálů, které pravděpodobně vedou podzemím Čech a propojují Baltské moře s mořem Jaderským. Kniha obsahuje mapu krajiny severně od Brna s vyznačením Moravského krasu, který je tam nazýván Regio Cryptarum – Kraj hrobek, dále obsahuje několik náčrtů schematických např. Officina naturae subterraneae, jedná se o podzemní díla přírody. Dalším Vogtovým dílem, které se dochovalo a je uloženo v knihovně oseckého kláštera je rukopis životopisů svatých Felicia festa sive Kalendarium Fortunae.

### Vogtova mapa Čech z roku 1712
Moritz Vogt tuto mapu vytvořil jako přílohu ke své vlastivědné a zeměpisné práci „Das jetzt lebende Königreich Böhmen in seiner historisch- und geographischen Beschreibung vorgestellt“. V předmluvě knihy, věnované vlastivědnému popisu země a vydané do poloviny 18. století několikrát, nazval autor Čechy „milou vlastí svou…“ ačkoliv do Plas přišel se svým otcem z ciziny, z dolnofranckého Königshofenu. Mapu vyryl do měděných tiskových desek Jan Leonard Blanck a poprvé byla vydána roku 1712 v Norimberku u Johanna Ziegera, v dalších tiscích vycházela asi do roku 1730 a ve druhém vydání vyšla roku 1742 u Johanna Fridricha Rüdigera.

#### Popis mapy
Originální název mapy zní Nova totius regni Boemia tabula reverendissimis, celsissimis, illustrissimis et excellentissimis. Illustrissimis, perillustribus et prenobilibus dominis dominis inclyti regni Boemia statibus dominis dominis suis gratiosissimis, beningnissimis colendissimis et honorandissimis data, dicata et consecrata. Mapa má rozměry 656 × 853 mm grafické měřítko cca 1 : 396 800 a je vložena do rámu děleného po 2 minutách. Souřadnice zeměpisné šířky objektů určených na mapě vykazují průměrný rozdíl od dnes známých souřadnic o cca −8 stupňových minut (o tento rozdíl je mapa vůči zeměpisnému rámu posunuta k jihu). Souřadnicím zeměpisné délky objektů na mapě odpovídá základní poledník nacházející se cca 23°06' na západ od základního poledníku v Greenwichi. Mapa zobrazuje první alegorii vodních toků, předcházející Reinerovo pojetí českých řek na mapě Jana Kryštofa Müllera z roku 1720. Vogt na mapě zachytil správní členění na čtrnáct krajů, kulturní, hospodářské i zeměpisné údaje a zajímavosti. Dvaceti čtyřmi mapovými značkami, vysvětlenými v legendě, znázornil opevněná města, neopevněná města a městečka, zámky, kláštery, vsi, kaple, zbořené zámky, mlýny, pošty, arcibiskupství a biskupství, latinské školy, naleziště zlata, stříbra, cínu, mědi, kde se daří perlorodkám, termální prameny, sklárny, vinice, železné hutě a celní stanice. Terén je zobrazen schematicky, pojmenovány jsou např. Krkonoše, německy Das Risen Gebirg, latinsky Riphaei montes, se zakreslením Krakonošova revíru (Ribenzal Revier). Nad Chomutovem poblíž Jirkova je část Krušných hor latinsky označena Assich montes a nad Krupkou je část Krušných hor označena Geiersberg montes. Růžový vrch na Děčínsku je v mapě označen Rosenberg M. a česká posvátná hor Říp je v mapě označena Rzip M. České středohoří v mapě označeno MittelGebirg a Milešovka Milessau. Jizerské hory jsou v mapě označeny latinsky poetickým názvem Klenot z divokých hor Gemmiferi Montes. Sněžka v Krkonoších je nazvána německy Snee Kugel M. Sněžná kulatá hora. Část Krkonošského předhůří u Pilníkova označena v mapě jako Schwartzenberg Montes. Autor pečlivě vykreslil vodní síť, zejména vltavský meandr v Praze a velkou pozornost věnoval rybníkům, které často i několikrát zvětšil (např. Čeperku u Pardubic nebo Jordán u Tábora). Hustá silniční síť směřuje na mapě do předního města království, Prahy. Názvosloví je převážně německé (Prag, Leitmeritz, Ausig, Saatz, Schluckenau, Schenlinda, Reichenberg), nebo německy psané (Kaurzin, Rozdialow, Rowensko, B. Leipa, Hollany, Deczen) a v menší míře i české (Chlumec, Smidary, Stolínky, Bohdanec, Peklo, Kralupy) v některých případech jsou české názvy připojeny jako dublety (Neu Haus als Hradec Gindrzichu, dnes Jindřichův Hradec, Huner Wasser als Kurzi Woda, dnes Kuřívody). Vogtova mapa vyšla ve druhém vydání roku 1742 u Johanna Fridricha Rüdigera o rozměrech 496 × 576 mm a navíc k ní byla připojena polymetrie – ukazatel mílových vzdáleností významných měst Českého království. Tento tabelární přehled obsahuje 4095 údajů pro 90 měst, jde o silniční vzdálenosti pravděpodobně v českých dvouhodinových mílích.

## Shrnutí
Přínos Moritze Vogta:
Kartografie – Vogtova velmi pečlivě zpracovaná velká mapa Čech z roku 1712 je mezičlánkem mezi mapou Aretinovou (1619) a Vetterovou (1668) a mapou Jana Kryštofa Müllera (1720). Po stránce obsahové a z hlediska přesnosti je Vogtova mapa Čech oproti předchozím dvěma mapám velikým pokrokem, její význam pro další vývoj tohoto oboru je ovšem menší, poněvadž poměrně krátce po jejím vydání byla vyhotovena slavná mapa Müllerova, která se stala na dlouhou dobu základem, na němž se dále vyvíjel mapový obraz Čech. Dalším Vogtovým kartografickým dílem je podrobná mapa plaského klášterství a ostatní pozoruhodné mapy nacházející se v díle Bohemia et Moravia subterranea.
Historie – Z Vogtova díla Tilia Plassensis in horto nostro, sive Chronicum Plassense privatum (1723) je odborníky velmi ceněna ta část knihy která pojednává o době nedávno minulé a přítomné (z let 1615– 1729). Autor zde podává mnoho velice důležitých zpráv o dějinách kláštera Plaského i celého okolí, jakož i nejeden cenný příspěvek k dějinám českým stol. XVII. a poč. stol. XVIII.
Hudba – Dle svědectví byl Vogt výborný hudebník varhaník, vyučoval hru na varhany, skládal hudbu, byl kapelníkem v Manětíně, byl odborníkem na varhany i po technické stránce a v Manětíně dohlížel i na opravu varhan. Ve svém díle Conclave nám představil i teoretický pohled na hudbu v jeho současnosti.
Přírodní vědy – Z kroniky Lípa plaská v naší zahradě se dovídáme mimo jiné o výskytu a těžbě různých nerostů a popisu morfologie krajů Plzeňského a Rakovnického. Údaje geologického rázu se rovněž vyskytují v díle Bohemia et Moravia subterranea.
Kontakty – Díky svým cestám a svým schopnostem se Vogt setkal a komunikoval s významnými osobnostmi tehdejší doby, církevními představiteli, šlechtici a umělci hlavně hudebního směru.

## Galerie

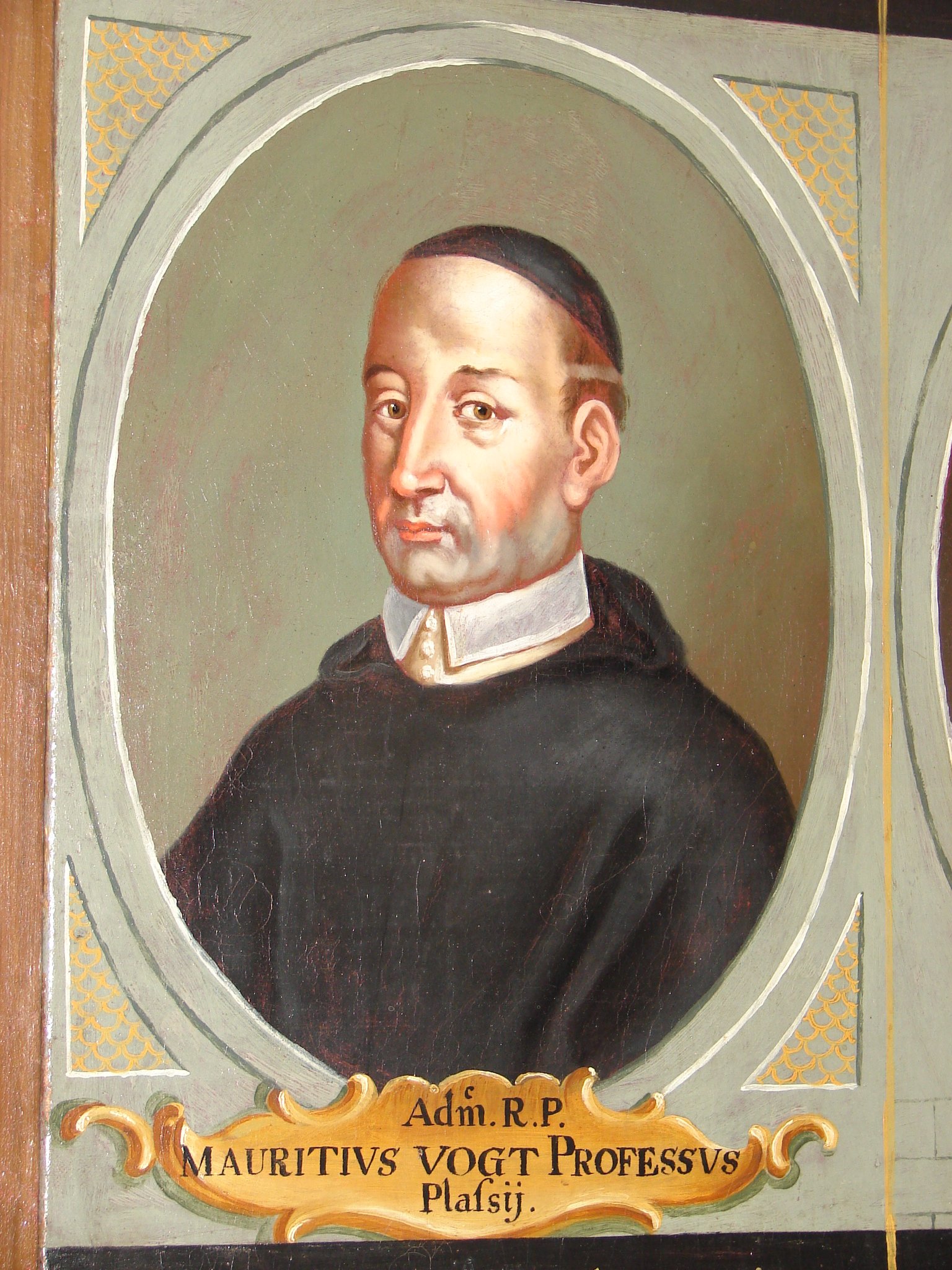
1. Jan Jiří (Johann Georg) řeholním jménem Mořic (Mauritius) Vogt, nástěnný portrét se nachází v klášteře Zlatá Koruna.
2. Václav Dvořák: Portrét Mauritia Vogta, řádového učence Plaského kláštera a autora kroniky “Lípa plaská v naší zahradě” (zámek Manětín).[9]
3. Kresba kláštera Plaského od Mauritia Vogta 1712 ještě před zásadní přestavbou hlavní klášterní budovy.[9][10]
4. Klášterní chrám v Plasích, zde je podle Dr. Ivana Honla před oltářem P. Marie Vogt pochován.[11]
5. Královská kaple v Plasích.[11]
6. Část přestavěné hlavní klášterní budovy v Plasích, dnes zde sídlí Národní památkový ústav správa kláštera Plasy.[11]
7. Mariánská Týnice, místo úmrtí Mořice Vogta, dnes zde sídlí muzeum.[11]
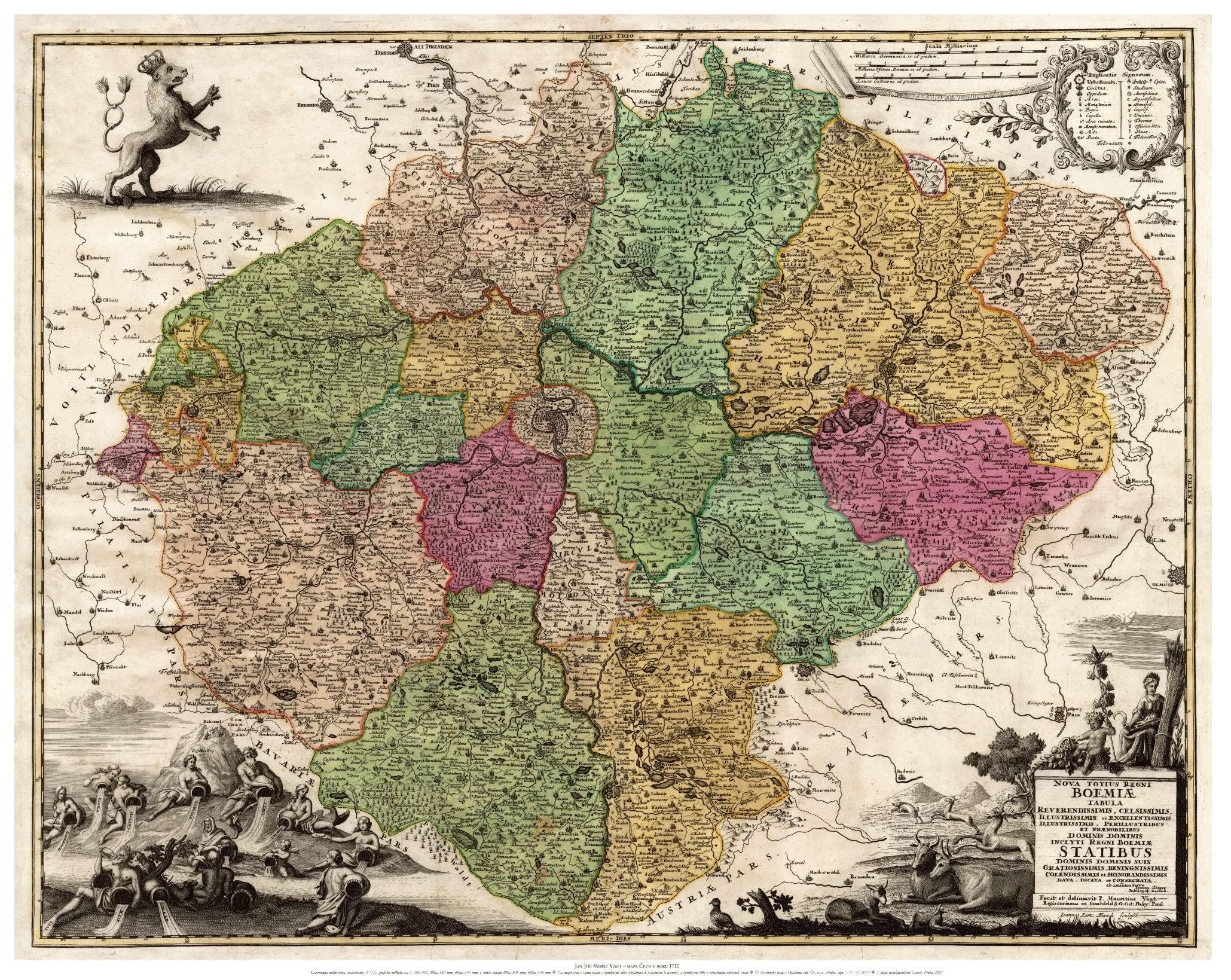
8. Vogtova mapa Čech z roku 1712.
9. Parergon – alegorie českých řek na Vogtově mapě Čech z roku 1712.[9]
10. Detail kopie Vogtovy mapy Čech z roku 1712. (Muzeum Mariánská Týnice).[11]
11. Titulní strana z knihy Das jetzt lebende Königreich Böhmen.[9][10]
12. České Budějovice.[9][10]
13. Děčín.[9][10]
14. Plzeň.[9][10]
15. Slaný.[9][10]
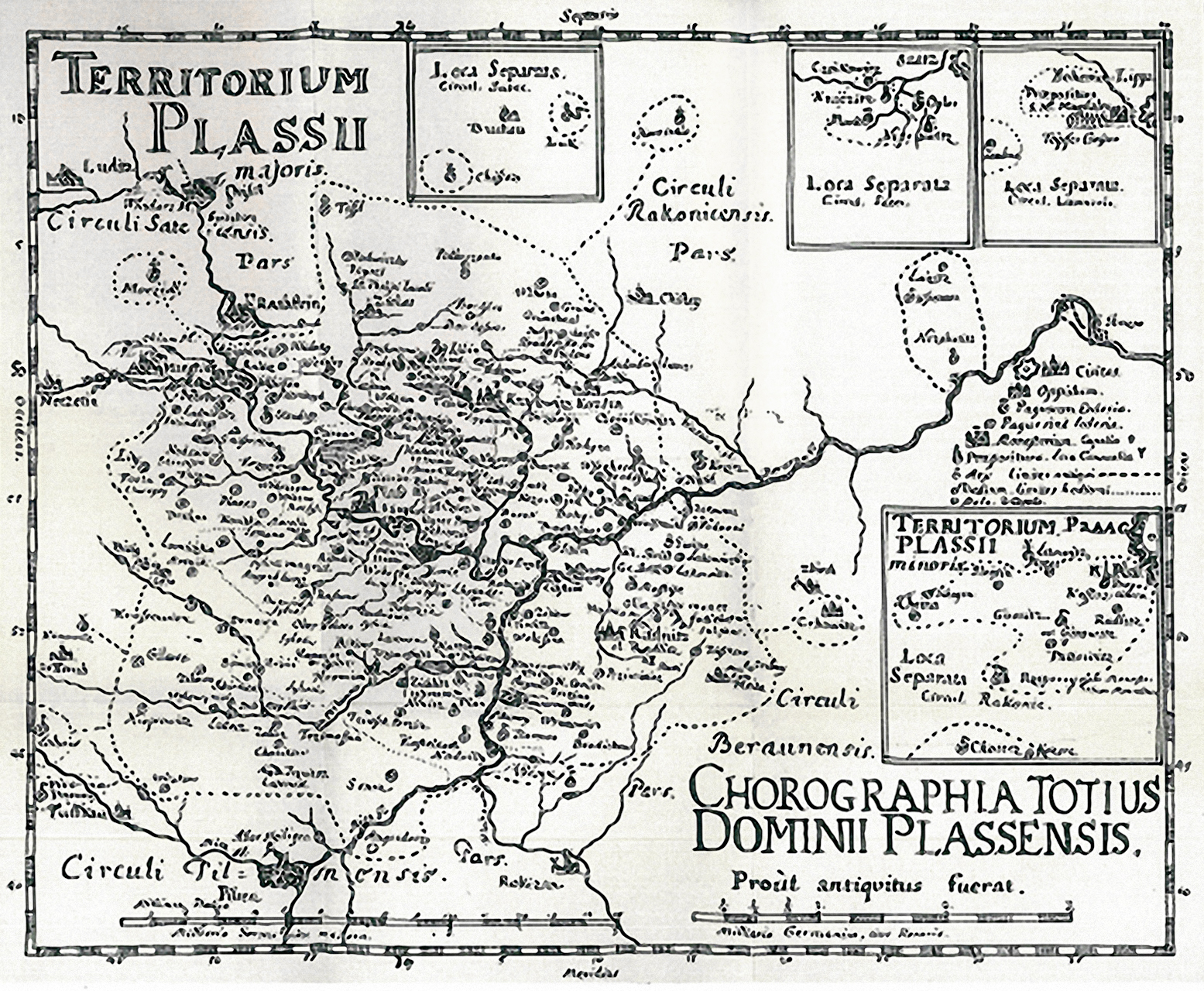
16. Vogtova mapa Plaského klášterství. (Muzeum Mariánská Týnice).